# Cocoa Fujiwara
Cocoa Fujiwara (藤原 ここあ?, Fujiwara Kokoa; Kitakyūshū, 28 aprile 1983 – 31 marzo 2015) è stata una fumettista giapponese.

## Biografia
Cocoa Fujiwara ha fatto il suo debutto professionale con il manga Calling nel 1999 a soli quindici anni, dopo aver deciso di non andare al liceo per diventare una mangaka. Le sue opere successive e più famose, Dear e Inu x Boku SS, sono state pubblicate da Square Enix sulla rivista Monthly Gangan Wing tra il 2003 e il 2014.
Dai suoi manga sono stati tratti due drama-CD di Dear, distribuiti nel 2004, e una serie televisiva anime di Inu x Boku SS, realizzata dallo studio David Production e andata in onda in Giappone da gennaio a marzo 2012.
Il 31 marzo 2015 Fujiwara è deceduta all'età di 31 anni a causa di una malattia, lasciando incompiuta la serie Katsute mahō shōjo to aku wa tekitai shiteita. iniziata nel 2013.

## Opere
- Calling (1999)
- Watashi no Ōkami-san (2001)
- Dear (ディア?, Dia) (2003-2008)
- Ojō-sama to yōkai shitsuji (2009)
- Inu x Boku SS (妖狐×僕SS?, Inu Boku Shīkuretto Sābisu) (2009-2014)
- Katsute mahō shōjo to aku wa tekitai shiteita. (かつて魔法少女と悪は敵対していた。?) (2013-2015)